# Женские награды
Награды для женщин — особые отличительные знаки, которыми удостаиваются только женщины. В основном, виды таких наград никогда не превышали одной-двух в государстве, поэтому общее число женских отличий — достаточно небольшое.

## Австрийское корни орденов

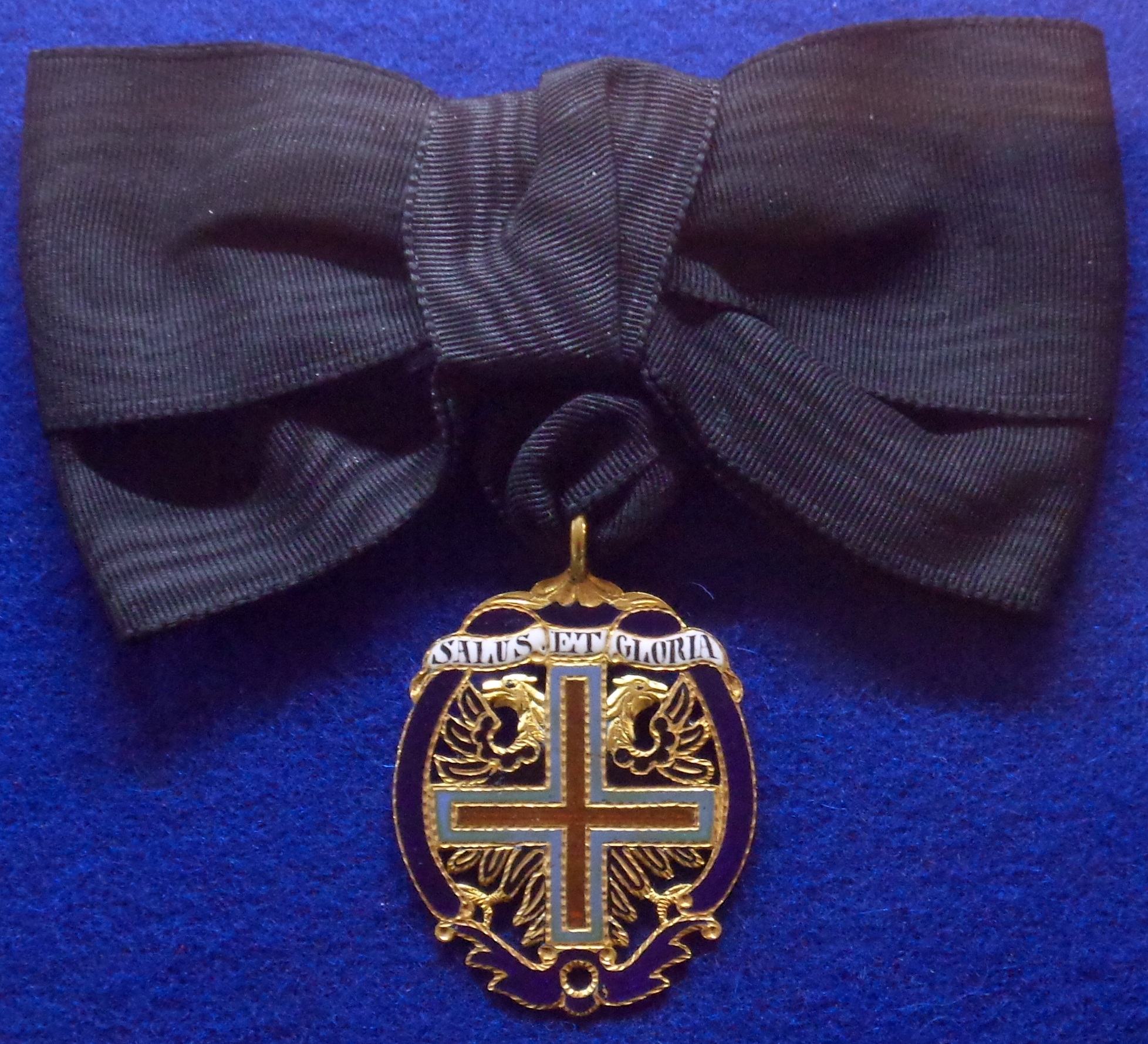
Благороднейший орден Звёздного креста

Прообраз современных женских наград возник на рубеже эпохи Возрождения и Нового времени в Западной Европе. Тогда всё начиналось с женских орденов — как «рыцарских» организаций — для празднования представительниц королевских семей или барышень, близких к трону. Вскоре этот круг расширился, и сейчас социальное положение обычно не играет ключевой роли для награждения, хотя в некоторых странах, например, Великобритании, до сих пор остались отличия исключительно для женщин из монарших семей.
Одним из старейших считают женский династический орден Раб Добродетели, основанный в 1658 году вдовой австрийской императрицей Элеонорой Гонзаго. В каком-то смысле он уступил пальму первенства лишь рыцарскому ордену Мёртвой Головы, созданному в 1652 году: в него принимали и мужчин, и, как исключение, женщин. После награждения члены ордена Раб Добродетели обязывались быть благочестивыми и вести благотворительную деятельность, а в случае нарушения этих норм каждой барышне надлежало уплатить штраф. В организацию принимали только представительниц монарших семей, число «благородных дам» быть ограничено 30. Однако в большинстве своём «количественным» правилом пренебрегли — на последнем году существования ордена в нём находилась более тысячи женщин.
Знак ордена имел два размера — большой (для ношения во время праздничных церемоний при дворе) и малый (для повседневной носки). В его основе был медальон с изображением солнца с человеческим лицом, обрамлённый лавровым венком и аббревиатурой «SOL. UBIQ. TRIUM.» («Повсюду только триумф»). Считается, что знак носили на левом плече, но возможны и другие варианты, в частности на шее.
В 1668 году Элеонора Гонзаго начала ещё одну светскую организацию для дам — орден Звёздного Креста. Поводом к этому стал пожар во дворце: в огне чудом уцелела семейная реликвия — ящик, по преданию, изготовленный из дерева креста, на котором распяли Иисуса Христа. Несмотря на то, что золотая оправа и украшения получили значительные повреждения, дерево не пострадало.

Это изрядно поразило императрицу, и она решила создать орден, дамы которого должны посвящать себя религиозной и благотворительной деятельности. В организацию принимали только католичек из числа высшей знати, их количество не ограничивалось. Замужняя женщина могла вступить в орден с 18 лет, а замужняя — после 40. Знак ордена представлял собой двуглавого орла, в центре которого друг на друге размещены голубой и красный кресты. Носили его на чёрном банте на плече или груди. Со дня основания знак несколько раз менял дизайн, однако как награда он существует до сих пор — в статусе династической награды Дома Габсбургов Лотарингских.

## Под именем Луизы

Орден Королевы Марии Луизы

Достаточно длительная «жизнь» оказалась у испанского ордена Марии Луизы, начатая 21 апреля 1792 года королём Карлом IV в честь своей жены. Согласно уставу, председателем организации был король, а королева — великим магистром. Королева назначала «благородных дам», в обязанности которых входили: участие в богослужениях, посвящённых покровителю ордена — святому Фердинанду, посещение больниц и приютов и осуществление других благодеяний. Знак ордена не имел степеней и был выполнен в форме восьмилучевого креста. На аверсе центрального медальона был изображён святой Фердинанд.
Несмотря на все события в истории Испании, орденом Марии Луизы награждали представительниц монархических дворов всего мира вплоть до 1970-х годов. После этого награждения им не проводятся, хотя официально орден не отменён.
Имя «Луиза» фигурировало и в названии другого известного женского ордена, установленного в августе 1814 года королём Пруссии Фридрихом Вильгельмом III в честь его жены Луизы Амалии. В отличие от большинства женских наград тех времён, этот орден был предназначен для награждения не только представительниц благородных сословий, но и всех женщин — любого социального статуса, национальности и веры — за заслуги перед Пруссией в сфере гуманитарной и благотворительной деятельности. Первыми этой награды удостоили немок, отличившихся во время наполеоновских войн, оказывавших помощь раненым солдатам и офицерам прусской армии. В мирное же время орденом поощряли за помощь жертвам эпидемий, стихийных бедствий и тому подобного.
Кроме того, основанием для получения награды была принадлежность к прусскому королевскому дому. Во время основания знак ордена имел только одну степень, но был двух видов: для христианок всех конфессий (в виде золотого креста, в центре которого находилась монограмма «L» и семь пятиконечных звёзд) и нехристианок (круглая золотая медаль с монограммой «L»). В 1865 году орден разделили на степени. К золотому кресту, получившему первую степень, добавили серебряный — второй степени, который ещё и разделили на два класса. Также известны награждения особым Большим крестом ордена. В общем, награда «прожила» около 100 лет: её отменили в 1918 году, а последние вручения происходили в период Первой мировой войны.

## От Саксонии в Японию

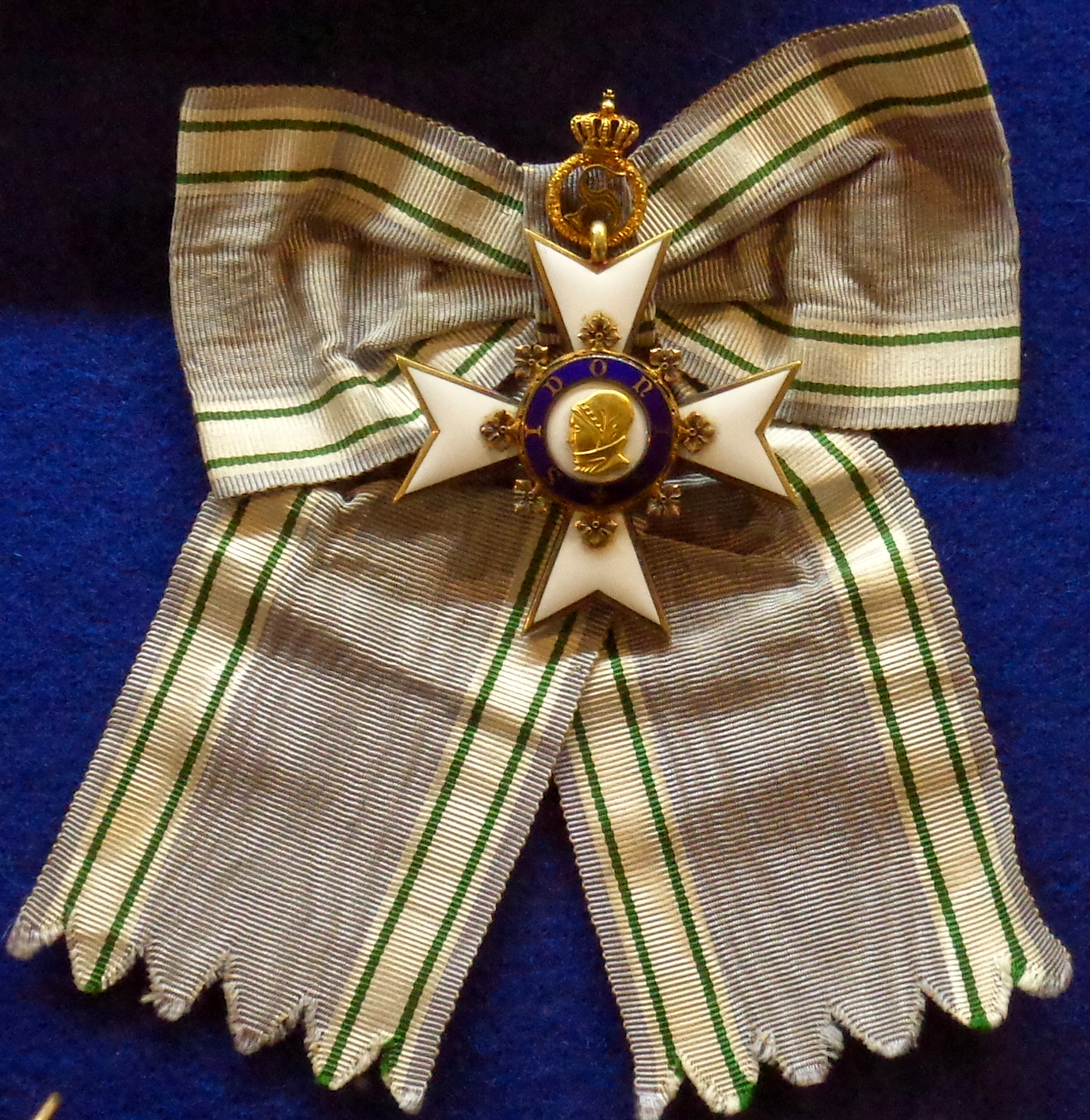
Орден Сидонии

В процентном соотношении больше всего женских наград, наверное, основал курфюрст и король Саксонии: из шести созданных ими орденов два были сугубо женскими. Первый — орден Сидонии — утвердил в 1870 году король Иоганн, посвятив его родоначальнице Альбертинской линии, представители которой правили Саксонией в течение нескольких веков. Награда имела форму мальтийского креста, внутри которого находился медальон с изображением герцогини Сидонии.

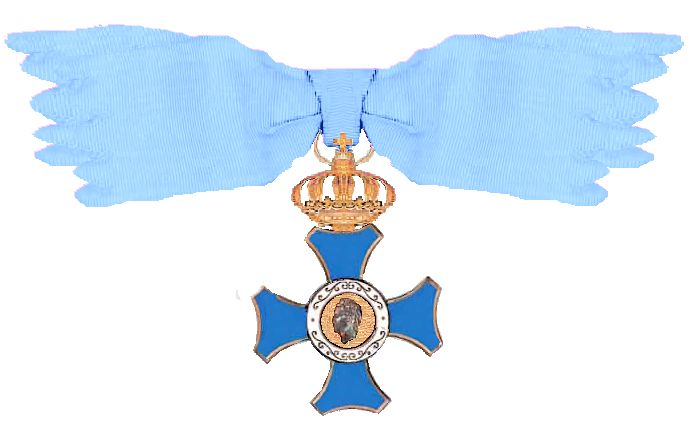
Орден Марии Анны

В отличие от многих других знак ордена не имел ленты и крепился к платью фигурной шпилькой. Последней наградой королевства стал орден Марии Анны, установленный в мае 1906 года правителем Саксонии Фридрихом Августом III в честь его матери.
Среди созданных несколько веков назад женских орденов есть незначительное количество тех, которые вручают и поныне. Например, орден Святой Изабеллы, основанный в 1801 году будущим королём Португалии, принцем Жуаном VI для чествования памяти королевы Изабеллы Арагонской, которая за добродетель и помощь бедным была канонизирована. В XIX веке знак ордена считали одной из самых изысканных в ювелирном исполнении наград мира. Он имел две части: королевскую корону и медальон с изображением святой Изабеллы, подающей милостыню и окружённой венком из роз. К одежде награда крепилась с помощью розовой ленты. Последний раз награду вручали в прошлом году летом[когда?], правда, не как государственную, а как династическую. Ею удостоили около двух десятков женщин за заслуги в сфере образования, науки и искусства.

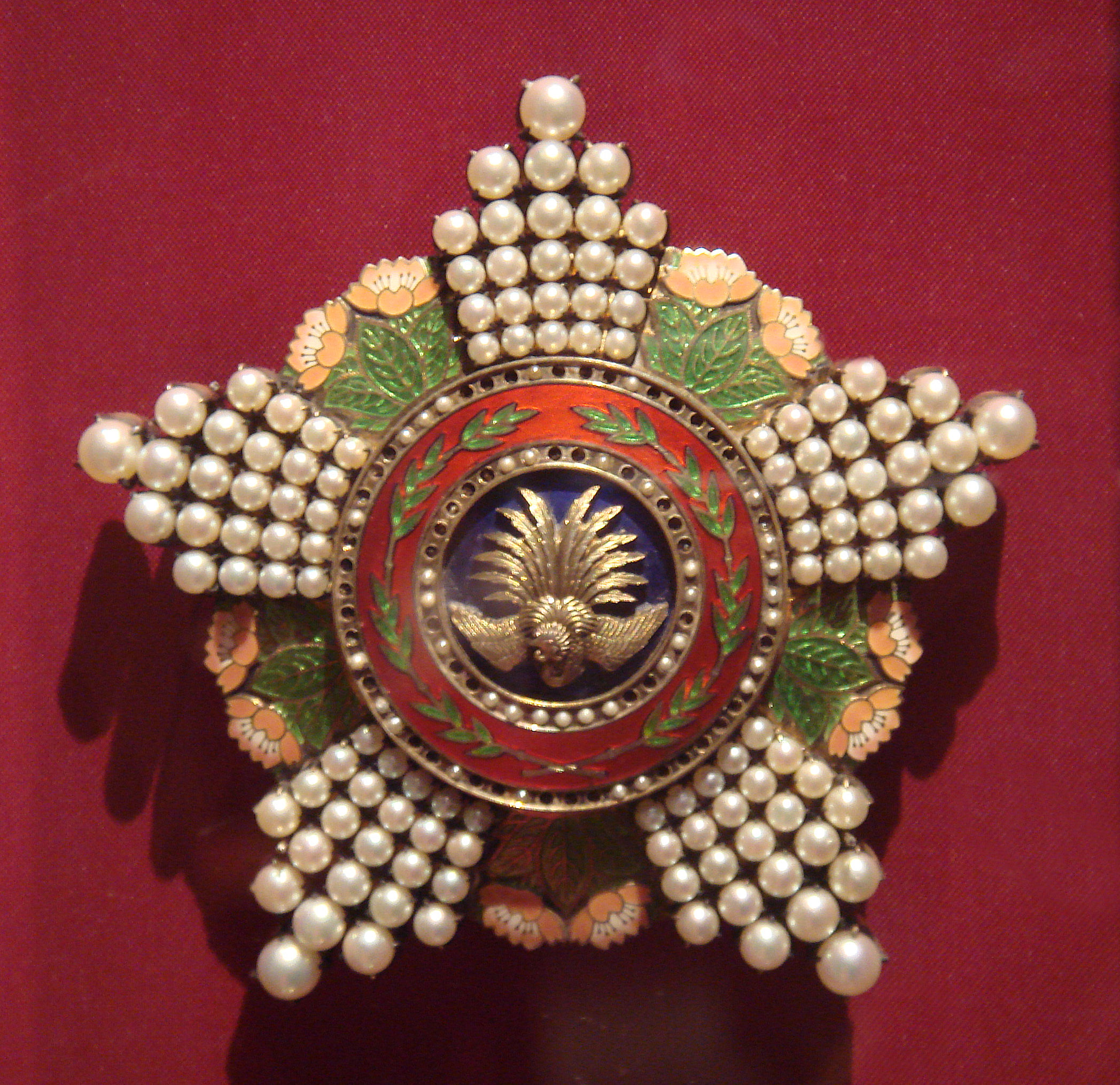
Орден Драгоценной короны

На государственном уровне до сих пор вручают орден Драгоценной короны, установленный императором Японии Мэйдзи ещё в январе 1888 года для награждения «благородных дам, предоставили исключительные услуги государству». Сначала отличие было пяти степеней, но вскоре к ним добавили ещё три. Высшие классы предназначены для награждения только представительниц императорских или королевских семей и высшей аристократии, а ниже — для нетитулованных человек. Несколько раз орденом удостаивали и мужчин. Например, в 1917 году за участие в Русско-японской войне его вручили 10 медсёстрам-добровольцам из США и 19 корреспондентам американских газет. Внешний вид знака ордена заметно отличается от упомянутых выше европейских. На центральном медальоне воспроизведён головной убор императрицы и мифической птицы Хоо, он окружён он жемчугом и изображением цветов сакуры.

## Для воинов и матерей

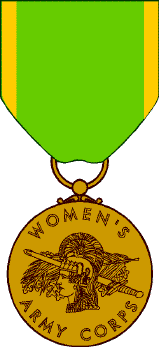
Медаль «Женский армейский корпус»

В Соединённых Штатах Америки существует несколько премий, в том числе международных, для награждения только женщин. Однако, если говорить сугубо о награде «в металле», то есть памятная медаль «Женский армейский корпус». В 1943 году её утвердил президент США Франклин Рузвельт для поощрения представительниц прекрасного пола, которые, не уступая мужчинам, несли службу в годы Второй мировой войны в специальных женских корпусах армии. Награда состоит из колодки и медальона, на аверсе которого изображена голова богини войны Афины в шлеме на фоне меча, дубовой и лавровой ветвей.

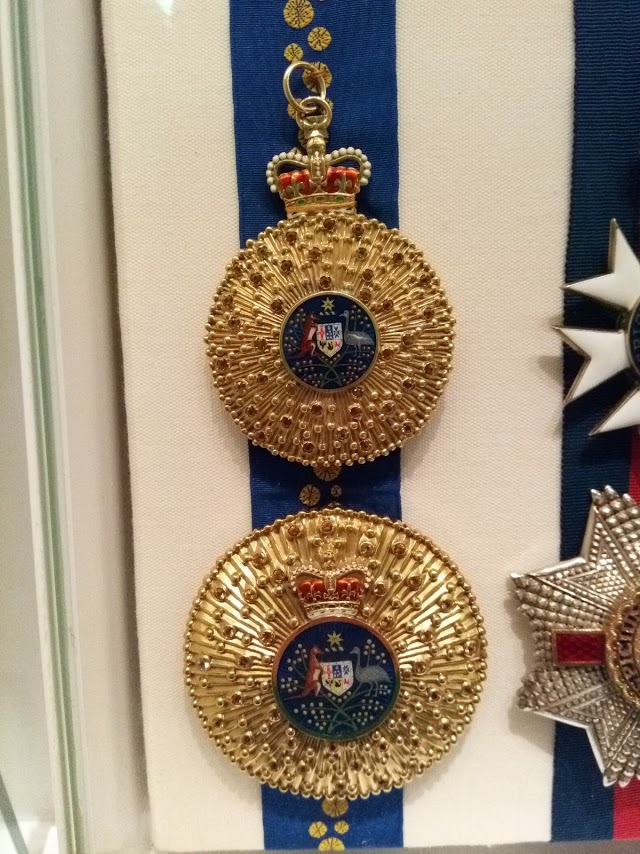
Орден Австралии

В Австралии каждая ступень главной награды страны — ордена Австралии — имеет распределение по «половому принципу», то есть в каждом классе есть отдельно знаки для мужчин и для женщин. Орден в 1975 году основала королева Великобритании Елизавета II, и сначала он имел пять степеней. За десять лет самые высокие из них — звание «Рыцарь» и «Дама» были отменены, однако в прошлом году[когда?] премьер-министр Австралии Тони Абботт объявил о намерении восстановить их, назвав даже имена первых лауреатов. Кроме того, в стране есть женская награда — «Крест для медсестёр», созданный в 1989 году, однако его вручают очень редко.
В целом же, награды для медицинского персонала, среди которого преобладают женщины, были начаты во многих странах. Самой престижной и известной из таких наградой является медаль имени Флоренс Найтингейл, которая установлена Международным комитетом Красного Креста в 1912 году. Ею отмечают медиков, всегда верных своему делу и проявивших храбрость при оказании помощи раненым и больным как во время военных действий, так и в мирное время. Номинируют кандидатов раза в год, а имена награждённых объявляют 12 мая — в день рождения выдающейся сестры милосердия и общественного деятеля Великобритании, в честь которой и названа медаль, — Флоренс Найтингейл.

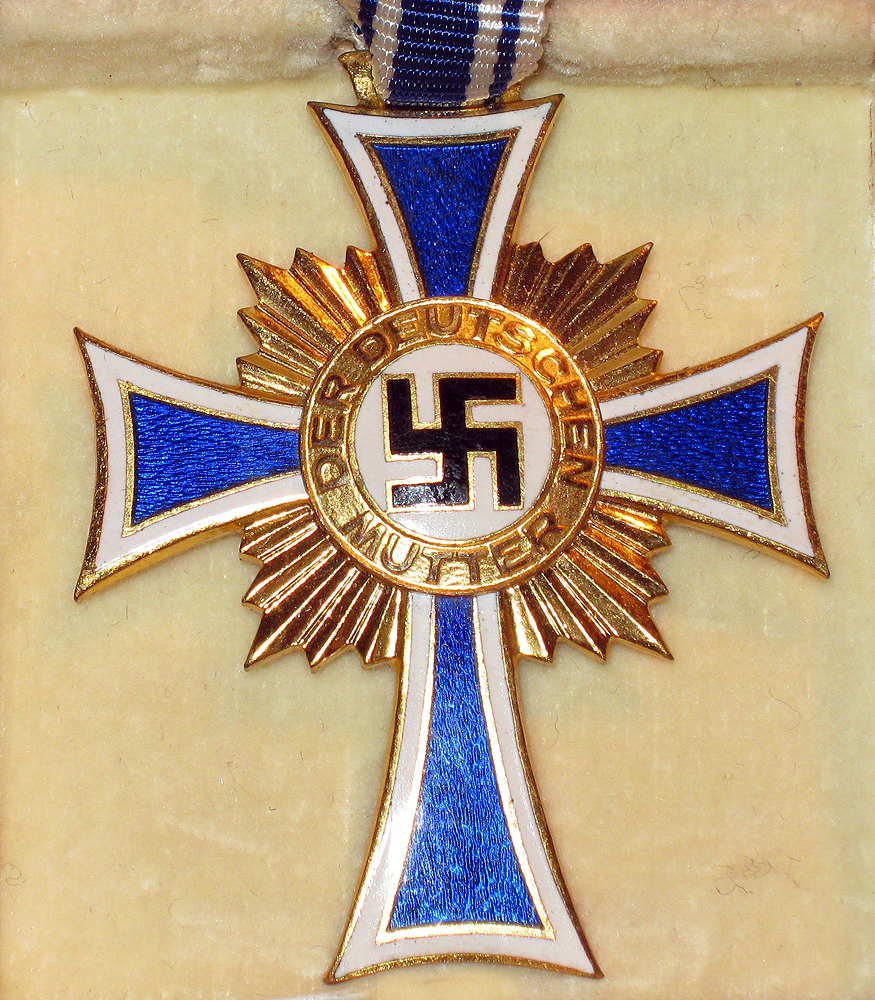
Почётный крест немецкой матери

В XX веке широкое распространение получили награды, предназначенные для поощрения многодетных матерей или семей. Одно из первых таких отличий установили в Германии в 1938 году: «Почётный крест немецкой матери» имел три степени: золотой давали женщинам, родившим восемь и более детей, серебряный — шесть-семь, а бронзовый — четыре-пять. Первое награждение состоялось в День матери 21 мая 1939 года, когда крест одновременно получили 3 млн немок. Последний раз награду вручали в 1944 году, и в целом за время существования ею поощрили около 5 млн женщин.
Награды для матерей основывали также в других странах Европы, в Советском Союзе. Некоторое время такие отличия были и в африканской Республике Заир (ныне ДР Конго): в частности, там поощряли медалями «За материнские заслуги» и «За заслуги в супружеской жизни». А во Вьетнаме с 1994 года присваивается звание «Матери-героини» с вручением «Золотой звезды», что считается высшей государственной наградой.

## От Екатерины к Ольге

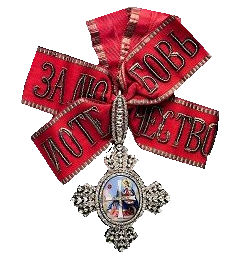
Орден Святой Екатерины

Если в Европе прообраз современных женских наград — династический орден Раб Добродетели — основали в 1658 году, то в царской России первая такая награда появилась только через полвека. Орден создал Пётр I в знак признания заслуг жены, Екатерины Алексеевны, во время неудачного Прутского похода 1711 года, в котором они находились вместе. По одной из версий, когда российская армия оказалась в окружении турецкого войска, значительно превышавшей её численно, царица отдала все свои драгоценности, чтобы подкупить командующего неприятельской армии и договориться о перемирии.

Этот факт опровергали некоторые участники похода, но все отмечали: хотя Екатерина Алексеевна была на седьмом месяце беременности, и в сложных условиях она вела себя очень достойно и служила образцом для мужчин.
Сначала награда была основана только для чествования царицы и называлась орден Освобождения, но потом её переименовали в честь Святой Екатерины. Пётр вручил награду жене в 1714 году — в день её тёзоименитства — и больше при его жизни празднования орденом не проводили. После смерти мужа, став императрицей, Екатерина I удостоила орденами двух дочерей и ещё шесть человек, среди которых был 11-летний сын князя Меньшикова, Александр — единственный мужчина, получивший эту чисто женскую награду. В целом же, согласно уставу, получить награду могли только дворянки, в частности иностранки, но за которые конкретно заслуги — не указывалось. Как показывает практика, традиционно поощряли за благотворительность, просветительскую деятельность, заслуги родителей или мужа. Также известны случаи награждений женщин, отличившихся во время военных действий. Кроме того, орденом удостаивали всех великих княжон — после рождения и иностранных принцесс, которые были невестами великих князей, — после помолвки.
Орден имел две степени, в его знакам принадлежали крест, звезда и лента. На аверсе центрального медальона креста была изображена святая Екатерина, а на реверсе — пара орлов, защищающих от змей руины башни, на вершине которой расположено гнездо с птенцами. Сверху была надпись «Трудами сравнивается с супругом». На звезде и ленте ордена (сначала белой, а после 1797 года — красной) расположены слова девиза отличия — «За любовь и Отечество».
Награда была второй по старшинству в иерархии наград империи и просуществовала вплоть до революционных событий 1917 года. За всё время ею поощрили более 700 человек. В 2012 году в Российской Федерации установили похожий орден — Святой великомученицы Екатерины, но он предназначен для присуждения и женщинам, и мужчинам. Кстати, считается, что распространённый в настоящее время обычай перевязывать мальчиков-младенцев голубой лентой, а девочек — розовой, появился именно благодаря традиции отмечать после рождения великих князей орденом Андрея Первозванного, а великих княжон — Святой Екатерины и перевязывать их лентами этих наград: синего и красного цветов.
Других женских орденов в Российской империи не было, однако барышень также поощряли некоторыми медалями и знаками. Один из первых таких прецедентов связан с наградой «В память Отечественной войны 1812 года». Сначала было установлена серебряная медаль, а потом — бронзовая, которую в феврале 1816 года разрешили носить представительницам прекрасного пола, правда, в уменьшенном виде. Этих медалей выпустили более 7,6 тысячи, и получали их вдовы офицеров, погибших в боях, и женщины, работавших в лазаретах или делавших большие денежные пожертвования для воинов.

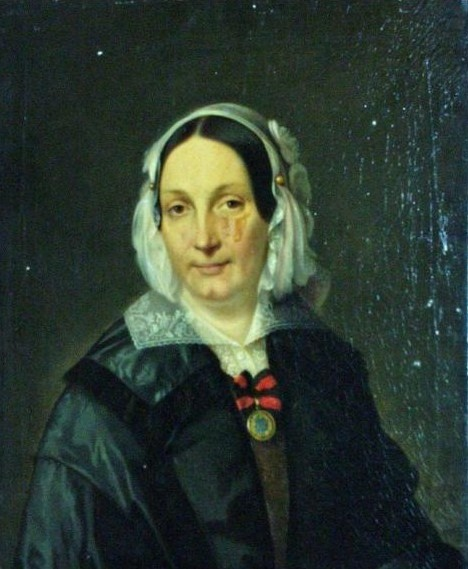
Портрет дамы с Мариинским знаком отличия

В 1828 году император Николай I для памяти покойной матери Марии Фёдоровны, занимавшейся воспитательными, благотворительными и образовательными учреждениями, утвердил Мариинскую награду за безупречную службу. Ею награждали женщин за усердную службу в «учреждениях императрицы Марии». Знак был двух ступеней: первый был в форме креста и предназначался для поощрения тех, кто проработал более 25 лет, а второй — в форме медали — за службу от 15 до 25 лет. Награду носили на левом плече, не снимая.
Также существовал ряд медалей для награждения сестёр милосердия, которые помогали раненым во время военных кампаний, например медаль «Для сестёр Крестовоздвиженской общины в Финляндии 1854—1856». Чисто женской была и первая награда Красного креста двух степеней 1878 года, однако уже её «преемники» предназначались для поощрения членов общества обоих полов.
Последней среди женских наград в империи появился знак Святой Равноапостольной княгини Ольги, которому, несмотря на официальное название, нередко приписывают статус ордена. Об установлении новой награды для празднования женщин за государственную и общественную службу впервые объявили в феврале 1913 года, однако её разработка затянулась до июля 1915-го. Знак был трёх степеней: первые две — в форме креста с круглым медальоном, на котором изображена святая Ольга, а третья представляла собой овальный медальон с прорезным крестом. Предполагалось, что в случае получения высших степеней этой награды, нижние не будут сниматься.
Удостаивать знаком был вправе только император и, с его разрешения, императрица, как по своему усмотрению, так и по представлению руководителей министерств и ведомств. Перечень оснований для поощрения был довольно широк: многолетняя безупречная служба, благотворительная деятельность, заслуги в науке и искусстве, отважные поступки и тому подобное. Отдельно следует отметить о возможностях награждения матерей героев, подвиги которых «достойные увековечения в летописях Отечества». Первое и единственное в истории знака его вручение состоялось именно по этому предписанию.
В апреле 1916 года знак второй степени получила Вера Панаева — мать четверых сыновей, трое из которых погибли на фронтах Первой мировой войны. Они были офицеры Ахтырского гусарского полка и кавалеры ордена Святого Георгия четвёртой степени.

## Поощрение материнства

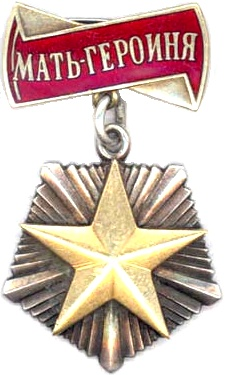
Орден «Мать-героиня»

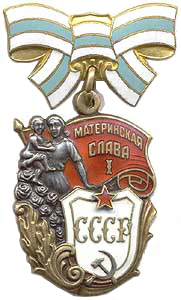
Орден «Материнская слава»

После ликвидации Российской империи появились намерения по установлению украинских национальных наград. В частности, в мае 1918 года по поручению гетмана Украинского Государства Павла Скоропадского комиссия разработала предложения по системе наград, в которой главное место занимал орден Святой княгини Ольги — для ознаменование заслуг женщин «на общественном поле». Однако воплотить замысел в жизнь было не суждено: после ряда изменений власти Украина вошла в состав Советского Союза.
В наградном деле в СССР впервые сделали упор на роли женщины как матери. В июле 1944 года Верховный Совет Советского Союза установил звание и орден «Мать-героиня», орден «Материнская слава» трёх степеней и медаль Материнства двух степеней. Начало такого вида наград произошло по нескольким причинам. Прежде всего, необходимо было повышать рождаемость, ведь страна понесла в войне миллионные человеческие потери. Кроме того, руководство государства стремилось отметить многодетных матерей, сыновья и дочери которых погибли на фронте.
Орден «Мать-героиня» имел форму пятиконечной звезды. Звание принадлежало к перечню высших наград, его присваивали за рождение и воспитание 10 и более детей. За девять, восемь или семь детей вручали орден «Материнская слава» соответственно первой, второй или третьей степени. Награда представляла собой овальный медальон, на котором располагалась фигура женщины с малышом на руках. Чтобы получить медаль Материнства (на её аверсе также были изображены мать и ребёнок), надо было иметь пять или шесть детей. Наградой удостаивали после того, как последнему ребёнку исполнялся год и в случае, если все предыдущие дети были живы, кроме тех, кто погиб или пропал без вести при исполнении воинского долга, спасения чужой жизни, охраны порядка и тому подобного. Указанных лиц, а также усыновлённых детей учитывали во время награждения.
Первое присвоение звания «Матери-героини» состоялось осенью 1944 года. Орден под номером один вручили Алексахиной Анне Савельевне — матери 12 детей, восемь из которых воевали на фронте. Половина из них не вернулась… Всего к началу 1990-х годов званием были удостоены около 430 тысяч женщин. Была среди его лауреатов и «антигероиня» — Нинель Овечкина, которая в 1988 году вместе с детьми захватила пассажирский самолёт для побега из СССР.
В середине XX века награды для матерей устанавливали во многих странах «соцлагеря», и часть из них воспроизводили советские, например в Албании, Румынии.

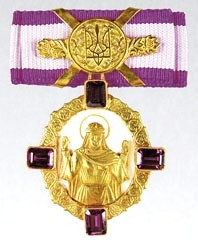
Орден княгини Ольги (Украина)

На постсоветском пространстве традиция отмечать воспитание детей сохранилась в большинстве государств, к тому же в некоторых из них награды предназначены не только для женщин, а для обоих родителей. В России есть орден и медаль «Родительская слава» (от 6 и 4 детей), на Украине — медаль «Мать-героиня» (от 5-ти) и орден княгини Ольги, в Белоруссии — орден Матери (от 5-ти), в Армении — медаль «Родительская слава» (от 6-ти), в Казахстане — «Золотая подвеска» и «Серебряная подвеска» (6 и от 7-ми), в Молдавии — орден «Благодарность Родины» (от 5-ти).
В Киргизии орденом «Мать-героиня» награждают не только женщин, имеющих семь и более детей, но и тех мам, чьи дети были удостоены звания Герой Киргизской Республики. Подобная ситуация и с медалью «Материнская слава»: чтобы получить её, нужно иметь 6 детей или более 15 лет безупречно работать в учреждениях для детей-сирот или инвалидов, или сделать вклад в защиту материнства и детства. Ещё в двух странах учреждены награды для празднования женщин за государственную и общественную деятельность. В Грузии это орден Царицы Тамары, а в Туркмении — орден «Женская душа».